# Deutsche Uhrmacher-Zeitung
Deutsche Uhrmacher-Zeitung war laut ihrem Untertitel zugleich das „Organ des Central-Verbandes der deutschen Uhrmacher“. Die anfangs bei Marfels in Berlin, später bei Stäckel ebenda herausgegebene Zeitschrift erschien ab 1877 in 67 Jahrgängen bis zur Ausgabe 13/14 im Jahr 1943.
Das Periodikum beschäftigte sich mit dem Uhrmacher-Handwerk wie mit der Uhrentechnik und der deutschen Uhrenindustrie.
Nachfolger des Blattes war in den Kriegsjahren von 1943 bis 1944 die bei Strauss, Vetter & Co. erschienene Uhrmacher-Zeitschrift. Amtliches Organ des Reichsinnungsverbandes des Uhrmacherhandwerks und der Fachgruppe Juwelen, Gold- und Silberwaren, Uhren der Wirtschaftsgruppe Einzelhandel.
Die Sächsische Landesbibliothek – Staats- und Universitätsbibliothek Dresden (SLUB) hat die Zeitschriften-Jahrgänge bis 1942 digitalisiert und diese kostenfrei online zugänglich gestellt.